# Stroești (okręg Mehedinți)
Stroești – wieś w Rumunii, w okręgu Mehedinți, w gminie Florești. W 2011 roku liczyła 176 mieszkańców.